# День Еркрапа
«День Еркрапа́» (арм. Երկրապահի օր) — профессиональный праздник всех членов Еркрапа — созданного в 1993 году Союза добровольцев РА, который отмечается в Республике Армения ежегодно, 8 мая.
Официальный статус государственного праздника «День Еркрапа» получил после вступления в силу Закона Республики Армения ЗР-200 «О праздниках и памятных днях республики Армения», который в столице государства городе Ереване второй президент Армении Роберт Седракович Кочарян подписал 6 января 2001 года, и который Парламент Армении утвердил 24 июля 2001 года.
Второе, неофициальное название праздника — «День освобождения Шуши». В своём интервью председатель Союза добровольцев «Еркрапа» генерал-лейтенант Манвел Секторович Григорян сказал следующие слова: «Роль „Еркрапа“ в Армении и сегодня очень велика» … Праздник посвящён участникам взятия Шуши, членам «Еркрапа», ветеранам Великой Отечественной войны. «Еркрап» имеет в жизни армян большое значение, каждый, кто готов защищать, служить и работать на благо своей семьи и страны, тот для нас уже член «Еркрапа».
Премьер-министр Армении Андраник Наапетович Маргарян поздравляя граждан республики с «Днём Еркрапа», также отметил неоценимую роль Союза добровольцев Армении в становлении государства:

«В процессе создания и становления нашего независимого государства велика и неоспорима роль славного пути, пройденного „Еркрапа“, о чём всегда будет свидетельствовать история нашего народа… добровольцы из „Еркрапа“ в минуту роковой опасности взяли на себя ответственность за охрану границ родины и обеспечение безопасности страны, символизируя несгибаемый дух и волю справедливой борьбы нашего народа. Мы преклоняемся перед нашими боевыми друзьями, перед памятью тех погибших бойцов, которые держали неприступными границы нашей страны и веру в будущее… Союз добровольцев Еркрапа и сегодня с верой и преданностью продолжает вносить свой значительный вклад в обновление военных кадров, помощь семьям погибших и раненых в сражениях друзей, в процесс военно-патриотического воспитания нового поколения. Все эти проблемы актуальны также сегодня, и должны решаться нашими совместными усилиями и работой. Я уверен, что Союз „Еркрапа“, оставаясь преданным своему имени и целям, будет продолжать следовать принципам, созданным Вечным председателем Союза Вазгеном Саркисяном…»

Командир добровольческих отрядов народного ополчения «Еркрапа», позднее Председатель добровольческого союза «Еркрапа» («Народное ополчение») Вазген Саркисян был избран вечным председателем «Еркрапа», после гибели в результате террористического акта в армянском парламенте 27 октября 1999 года.
В 2008 году численность Союза добровольцев составляла около десяти тысяч человек.
«День Еркрапа» не является нерабочим днём, если, в зависимости от года, не попадает на выходной.